# Cecil Griffiths
Cecil Redvers Griffiths (Neath, 18 febbraio 1900 – Edgware, 11 aprile 1945) è stato un velocista britannico, specializzato nei 400 metri piani.
In carriera è stato campione olimpico della staffetta 4×400 metri ai Giochi olimpici di Anversa 1920.

## Palmarès
| Anno | Manifestazione  | Sede    | Evento    | Risultato | Prestazione | Note |
| ---- | --------------- | ------- | --------- | --------- | ----------- | ---- |
| 1920 | Giochi olimpici | Anversa | 4 × 400 m | Oro       | 3'22"2      |      |